# Akhenaton (músico)
Philippe Fragione (Marsella, Francia, 17 de septiembre de 1968), conocido artísticamente como Akhenaton, es un cantante y productor de rap francés.

## Biografía

### Juventud
Philippe Fragione nace el 17 de septiembre de 1968 en el 3.er distrito de Marsella.
Descendiente de una familia de inmigrantes italianos originales de Nápoles,
Philippe (AKH) se apasiona muy rápido por la historia (leyó una enciclopedia entera a los 8 años),
los dinosaurios, y Egipto (de donde consigue su nombre artístico, AKHENATON, en referencia a Akenatón,
el noveno faraón de la decimoctava dinastía).
Hasta la edad de dieciséis años, Philippe, también conocido como Chill, pasa su tiempo libre entre sus amigos, el fútbol y sus lecturas.
A raíz de una estancia con la familia de su padre, instalada en Nueva York, Philippe descubre la música rap.
Desde ese día, su visión de la vida cambia totalmente. Vive en ese momento con su padre, funcionario en la Seguridad Social francesa,
y le anuncia, cuando tiene tan sólo 17 años, su deseo de hacer música rap.
Sigue igualmente sus estudios pero los abandona en su primer año de diplomatura en biología.
En 1993, después de haberse comnvertido al islam, Akhenaton adopta el nombre de Abdelhakim y se casa con Aïcha, de origen marroquí.

### Carrera musical
Akhenaton empieza a ser conocido como rapero del grupo IAM, con el que consigue gran éxito.
Su flow se reconoce gracias a su acento marsellés. Su obra está muy marcada por sus orígenes napolitanos,
el islam y las calles de Marsella y de Nueva York.
Sus canciones, tan humorísticas como graves, rebosan de juego de palabras, de guiños y de referencias a universos variados,
de cine italiano, pasando por la historia y la música.
En 1995 lanza Métèque et Mat, su premier álbum en solitario, donde cuenta y describe su universo a través de sus influencias napolitanas
(L'Americano, Métèque et Mat), musulmanas (Dirigé vers l'est, Je combats avec mes démons), o simplemente marsellesas.
La ciudad está de hecho muy presente en este álbum, así como en los álbumes de IAM de esta época.
Akhenaton reivindica una identidad marsellesa ("Bad Boys de Marseille" I y II) e invita a Fonky Family y IAM para estos temas.
Este disco logra vender alrededor de 300.000 ejemplares.
Con Sol Invictus en 2001 (175.000 ejemplares), AKH produce un álbum mucho más sombrío.
La soledad frente a la intolerancia (Nuits à Médine, Horizon vertical), al desafío, a la nostalgia y al tiempo
(NYC transit, Entrer dans la Légende) transpiran a través de este álbum de letras brutales.
Si bien muchos temas siguen siendo los mismos, Sol Invictus es más 'grave' y musicalemente más variado que Métèque et Mat,
es el álbum de la madurez y de la duda.
En 2002, el rapero produce Black Album, álbum también muy sombrío en el cual aborda especialmente
temas de tráfico de personas que alimenta las redes de prostitución de los países del este (Nid de guépes),
el aumento del racismo por la complacencia de los medios de comunicación (Ecoeuré), la legitimidad del movimiento hip-hop (Nerf de glace),
y la introspección y el arrepentimiento en (Une journé chez le diable).
En este álbum colaboran varios artistas, especialmente Soprano, Mic forcing, Bruizza...
En 2006, Akhenaton vuelve en solitario con Soldats de Fortune, obra iconoclasta en la que colabora su grupo IAM,
Sako y Psy4 de la Rime, entre otros. Más festivo, este doble álbum retoma sin embargo los temas qui siempre han inspirado al artista:
las raíces, su música, la calle.
En 2011 colabora con el rapero Nach en su disco Mejor que el silencio en el tema "Los elegidos".

### Producción
Akhenaton es fundador del sello musical Côté Obscur, el estudio de edición La Cosca y del sello musical 361 Records,
que fabrica discos vinilos y produce a artistas sobre soporte vinilo.
Ha producido canciones para varios raperos franceses como Bambi Cruz, Passi, Stomy Bugsy,
Chiens de Paille, Fonky Family, Freeman, La Brigade, 3ème Œil.
En el año 2000, coproduce el film Comme un aimant junto con Kamel Saleh.

### Curiosidades
Aparte del nombre artístico Akhenaton, también ha utilizado otros a lo largo de su carrera: Chill, AKH, Sentenza
(del personaje encarnado por Lee Van Cleef en la película El bueno, el feo y el malo),
Spectre, Abdelhakim (su nombre musulmán).
En 2011, coopera junto con Nach en una canción multilingüe, "Nach Ft. Talib Kweli & Akhenaton - Los Elegidos" que fue parte del álbum "Mejor que el silencio".

## Discografía
- 1989: IAM Concept (IAM)
- 1991: De la Planete Mars (IAM)
- 1993: Ombre est lumière (IAM)
- 1995: Métèque et mat (Akhenaton)
- 1997: L'école du micro d'argent (IAM)
- 2000: B.O. du film Comme un aimant (compuesta con Bruno Coulais)
- 2000: Electro Cypher (compilación producida por Akhenaton)
- 2001: Sol Invictus (Akhenaton)
- 2002: Black Album (Akhenaton)
- 2003: Revoir un printemps (IAM)
- 2005: Double Chill Burger - Quality Best Of (Best Of)
- 2006: Soldats de Fortune (Akhenaton)
- 2007: Official Mixtape (IAM)
- 2007: Saison 5 (IAM)
- 2010: La face B - La bande originale du livre
- 2014: Je suis en vie